# Blue Moon (véhicule spatial)
Pour les articles homonymes, voir Blue Moon.
Blue Moon est un atterrisseur développé par la société Blue Origin, conçu pour déposer un équipage de trois à quatre astronautes à la surface de la Lune dans le cadre du programme Artemis de la NASA. Il a été sélectionné par l'agence spatiale américaine pour la mission Artemis V, qui doit être lancée vers 2029. D'une masse de 45 tonnes (15 tonnes sans ergol), il est propulsé par un moteur-fusée cryogénique BE-7, également développé par Blue Origin.
Comme son concurrent Starship HLS, sa mise en œuvre nécessite plusieurs lancements. Il est placé en orbite par la fusée lourde New Glenn et vient s'amarrer à la station spatiale lunaire Deep Space Gateway. Là, il est ravitaillé en ergols par un remorqueur spatial qui deamnde lui-même plusieurs tirs du même lanceur lourd. L'équipage, amené par le vaisseau Orion jusqu'à la station spatiale lunaire, embarque alors. Blue Moon descend à la surface de la Lune et y reste durant une semaine avant de décoller pour s'amarrer à la station spatiale et pour y débarquer son équipage.
Le développement de Blue Moon est initialement réalisé sur les fonds propres de la société à compter de 2017. L'atterrisseur est proposé en réponse à l'appel d'offres lancé en 2019 par la NASA pour la réalisation d'un engin spatial capable de déposer un équipage sur le sol lunaire dans le cadre du programme Artemis, mais le vaisseau Starship HLS de SpaceX lui est préféré. La NASA décide par la suite de réduire les risques en sélectionnant une deuxième source et cette fois Blue Moon, proposé pour un montant fixe de 3,4 milliards US$, est retenu. Blue Origin prévoit d'injecter une somme au moins équivalente dans le développement du vaisseau spatial.

## Contexte
La société Blue Origin, créée en 2000 par le patron d'Amazon, Jeff Bezos, lance successivement le développement de la fusée suborbitale New Shepard, destinée principalement au tourisme spatial, du lanceur lourd New Glenn (premier vol prévu en 2021) et des moteurs-fusées BE-3 et BE-4, propulsant les fusées New Glenn et Vulcan. Tous ces projets sont directement financés par Bezos, dont la fortune dépasse à l'époque les 100 milliards de dollars.
Le concept d'un atterrisseur lunaire, baptisé Blue Moon, capable de déposer 3,6 tonnes de fret à la surface de la Lune, est présenté pour la première fois par Blue Origin en avril 2017. La société propose de développer cet engin spatial en partenariat avec l'agence spatiale américaine, la NASA. À l'époque, Blue Moon est optimisé pour une mise en orbite par le lanceur lourd SLS de la NASA, mais peut être également lancé en orbite par d'autres fusées comme la New Glenn développée par Blue Origin.
En mai 2019, Bezos annonce sa décision de développer Blue Moon. Plusieurs technologies utilisées par cet engin spatial (train d'atterrissage, réservoirs d'hydrogène, logiciel contrôlant la descente vers le sol et l'atterrissage sans intervention humaine, etc.) ont été mis au point dans le cadre du développement de la fusée suborbitale New Shepard. La date du premier vol de Blue Moon n'est pas fixée, car l'engin spatial utilise un nouveau moteur-fusée cryogénique BE-7, dont la mise au point est complexe. Le développement de Blue Moon s'inscrit dans un contexte américain redevenu favorable aux missions lunaires depuis l'annonce en 2017 par la NASA du développement d'une station spatiale Deep Space Gateway, qui doit être placée en orbite lunaire, et la demande du président américain Donald Trump d'un retour des hommes à la surface de la Lune dès 2024, que la NASA prend en compte en créant le programme Artemis.

## Historique du projet

### Développement du vaisseau lunaire du programmeArtemisconfié au privé
Pour respecter les échéances serrées du programme Artemis, dont l’objectif est de ramener des hommes sur la Lune d’ici 2024, la NASA décide de sous-traiter complètement au privé le développement du vaisseau lunaire Human Landing System (HLS), qui doit déposer l'équipage sur la Lune puis le ramener en orbite. Celui-ci doit déposer les astronautes à la surface de la Lune, les héberger durant leur séjour, puis les ramener en orbite lunaire. Blue Origin, allié à Northrop Grumman, Lockheed Martin et Draper Laboratory, fait partie des onze sociétés qui répondent à l’appel d’offres de mi-2019, dans lequel l’agence spatiale fournit un cahier des charges.

### Proposition de Blue Origin
Blue Origin passe le premier tour de sélection en avril 2020. La société reçoit 579 millions US$ pour détailler son offre. Sa proposition, baptisée ILS (Integrated Lander Vehicle ou ILV), est la plus classique. Elle reprend l'architecture à deux étages du module lunaire Apollo. L’étage de descente dérive de l’atterrisseur Blue Moon et est propulsé par un moteur BE-7. L’étage de remontée est fourni par Lockheed Martin et est dérivé du vaisseau Orion. Il est propulsé par trois moteurs-fusées XLR-132. Les deux étages sont propulsés par un moteur BE-7 du constructeur. Un troisième module de transfert, développé par Northrop Grumman, est chargé d'abaisser l'orbite du vaisseau lunaire de l'orbite NRHO (sur laquelle se trouvent la station spatiale lunaire et le vaisseau Orion) vers l'orbite lunaire basse. Ce module dérive du cargo spatial Cygnus et est muni d'une propulsion utilisant BE-7. L’ensemble de ces trois modules doit être placé en orbite par le lanceur lourd New Glenn de Blue Origin, ou à défaut par le lanceur Vulcan,,.

### Sélection de la proposition de SpaceX
La NASA annonce en avril 2021 qu’elle a sélectionné la proposition de SpaceX (Starship HLS) pour le développement et le lancement des deux premières missions. La proposition de Blue Origin est seulement considérée comme acceptable (niveau moyen de trois dans l'échelle de la NASA, qui comporte cinq niveaux). Il était initialement envisagé de sélectionner une deuxième proposition à ce stade du développement, mais la proposition de Blue Origin, évaluée comme recevable sur le plan technique et de la gestion de projet, n'a pas été retenue, compte tenu de son coût et du budget que le Sénat américain a accordé à la NASA (qui s'élève à un quart du montant demandé) pour ce volet du programme Artemis,,.

### Contestation de la décision de la NASA par Blue Origin
Blue Origin émet une protestation officielle contre la décision de la NASA. Les arguments avancés par Jeff Bezos, le patron de l'entreprise, sont que contrairement à ce qui était indiqué dans l'appel d'offres, la NASA n'a retenu qu'un seul constructeur au lieu de deux. Par ailleurs, il conteste la pertinence du choix technique de la proposition de SpaceX. Il souligne que le lancement du HLS de SpaceX vers la Lune nécessite le lancement à une cadence très élevée (tous les 12 jours) de 16 cargos transportant des ergols cryogéniques, puis le transfert de ces ergols dans le vaisseau HLS, une opération jamais réalisée et qui ne sera testée pour la première fois qu'en 2023. Il souligne la complexité de la mise au point du lanceur géant de SpaceX comprenant 32 moteurs-fusées, propulsant le premier étage et d'une masse de 1 000 à 2 000 tonnes supérieure à celle de la fusée Saturn V. Il met également en avant le fait que le vaisseau qui atterrira sur la Lune n'est qu'un deuxième étage de lanceur adapté, qui imposera aux astronautes de descendre d'une hauteur de 38 mètres sur le sol lunaire. Jeff Bezos propose en juillet de réduire de deux milliards de dollars, soit d'un tiers, le coût de sa proposition. Blue Origin est débouté successivement par la Cour des comptes américaine (GAO) le 30 août, puis par le tribunal fédéral le 4 novembre, devant lequel il a ensuite porté l'affaire. Son action bloque les travaux de SpaceX jusqu'à la décision du GAO,,.

### Sélection de Blue Moon pour la missionArtemis V
La pression du Sénat, mobilisé par le lobbying de Blue Origin et une évaluation réaliste du risque de la solution proposée par SpaceX, amène la NASA à réviser sa décision de ne sélectionner qu'un seul fournisseur pour l'atterrisseur lunaire. Courant 2022, l'agence spatiale lance un nouvel appel d'offres pour choisir un deuxième constructeur. Ce vaisseau lunaire sera utilisé pour la mission Artemis V, dont la date de lancement est programmée en août 2028. En mai 2023, l'agence annonce la sélection de Blue Moon dans une version largement modifiée par rapport au premier appel d'offres ; Blue Origin reprend ainsi le ravitaillement d'ergols en orbite, qu'elle reprochait pourtant à la proposition de SpaceX. Pour cette proposition, la société s'est associée à Lockheed Martin, Draper, Honeybee Robotics, Astrobotic et Boeing (mais plus Northrop Grumman, qui rejoint le concurrent Dynetics). Son offre est jugée meilleure que celle du seul concurrent resté en lice, Dynetics (filiale de Leidos). Parmi ses points forts figurent la réalisation de plusieurs vols en 2024 et 2025 destinés à mettre au point les technologiques utilisées avant le lancement de la mission sans équipage imposée par la NASA et destinée à valider le système d'atterrissage. Blue Origin a décidé d'aller plus loin que les exigences de la NASA en prévoyant pour ce dernier vol l'utilisation d'un vaisseau lunaire similaire à celui des vols opérationnels. La prise en charge d'une partie des coûts de développements ainsi que des capacités supérieures à celles exigées par l'agence spatiale sont également notées comme des points forts de la proposition. La NASA identifie néanmoins deux faiblesses qui portent sur le système de communications, qui ne répondrait pas à l'exigence d'une liaison continue avec le sol, et sur les incohérences et lacunes présentes dans le planning général de développement. Blue Origin l'emporte pour un montant fixe de 3,4 milliards US$ (tout dépassement est à la charge du constructeur), mais le PDG de Blue Origin prévoit d'injecter un montant encore supérieur de ses propres fonds dans le développement de l'atterrisseur.

## Caractéristiques techniques

### Cahier des charges de la NASA
Le cahier des charges définissant les spécifications auxquelles doivent répondre le vaisseau spatial lunaire est une version légèrement modifiée du cahier des charges rédigé pour la première sélection de 2019. Le vaisseau doit permettre de remplir trois types de mission :
- les missions courtes avec atterrissage près du pôle Sud de la Lune (début du programme Artemis) : deux astronautes séjournent au sol durant 6,25 jours et effectuent quatre ou cinq sorties extravéhiculaires. Le vaisseau doit survivre à une phase de nuit polaire d'une durée maximale de 40 jours ;
- les missions longues près du pôle, durant lesquelles l'équipage séjourne dans un module d'habitation fixe ayant préalablement atterri à la surface de la Lune : quatre astronautes descendent à l'aide du vaisseau sur le sol lunaire puis effectuent une sortie extravéhiculaire pour rejoindre le module d'habitation. À la fin de leur séjour d'une durée totale de 33 jours, ils reviennent au vaisseau et rejoignent la station spatiale à l'aide de celui-ci ;
- les missions courtes à destination de latitudes non polaires : ces missions déposent sur le sol lunaire un équipage de deux astronautes pour une durée variable comprise entre 2,3 et 6 jours. Le nombre de sorties extravéhiculaires est au maximum de cinq, mais dépend de la durée du séjour.

| Caractéristique                                            | Mission courte polaire | Mission longue polaire |
| ---------------------------------------------------------- | --- | --- |
| Équipage                                                   | 2 personnes | 4 personnes |
| Capacité de manœuvre                                       | Permet d'effectuer un aller-retour entre l'orbite lunaire et un site situé entre les latitudes 84 et 90° sud Capacité à interrompre la mission Atterrissage automatique à la surface de la Lune Rendez-vous et amarrage automatique à la station spatiale et au vaisseau Orion | Permet d'effectuer un aller-retour entre l'orbite lunaire et un site situé entre les latitudes 84 et 90° sud Capacité à interrompre la mission Atterrissage automatique à la surface de la Lune Rendez-vous et amarrage automatique à la station spatiale et au vaisseau Orion |
| Fiabilité                                                  | 97,5% | 97,5% |
| Latitude site atterrissage                                 | entre 84 et 90° | entre 84 et 90° |
| Précision de l'atterrissage                                | 50 m | 50 m |
| Pente maximale                                             | 10° | 10° |
| Durée du séjour                                            | Dans le module huit jours terrestres À la surface de la Lune 6,5 jours | 33 jours avec occupation durant 7 jours et période sans occupant pouvant atteindre 30 jours |
| Durée nuit lunaire                                         | de 0 à 40 heures | continue de 120 à 130 heures sur la durée du séjour : 240 à 460 heures. |
| Sorties extravéhiculaires                                  | durée 8 h (+1 h en cas d'imprévu) Nombre 4 (+1 en cas d'imprévu) | 1 aller-retour avec le module d'habitation + 1 sortie en cas d'imprévu |
| Charge utile transportée de la Terre à la station spatiale | minimum 205 kg, souhaité 1 821 kg | minimum 258 kg, souhaité 2 605 kg |
| Charge utile déposée à la surface de la Lune               | minimum 1 010 kg, souhaité 1 830 kg | minimum 1 780 kg, souhaité 2 650 kg |
| Charge utile au décollage                                  | minimum 460 kg, souhaité 1 790 kg | minimum 740 kg, souhaité 2 600 kg |
| Energie                                                    | au minimum 150 Watts (souhaité 650 Watts) | au minimum 190 Watts (souhaité 690 Watts) |
| Atmosphère                                                 | Oxygène/azote à 0,74 bars avec 37% d'oxygène | Oxygène/azote à 0,74 bars avec 37% d'oxygène |

### Version sélectionnée en mai 2023
Blue Moon, dans sa dernière version retenue par la NASA pour la mission Artemis V, a une masse de 45 tonnes (15 tonnes sans les ergols et la charge utile transportée). Le vaisseau spatial a une hauteur de 16 mètres et un diamètre en position repliée inférieur à 7 mètres (diamètre de la coiffe du lanceur New Glenn). Il présente deux caractéristiques qui le démarquent des modèles concurrents : d'une part la propulsion assurée par un moteur-fusée BE-7 utilisant de l'hydrogène liquide, un ergol très efficace mais difficile à conserver dans la durée, et d'autre part la cabine de l'équipage est placée sous les réservoirs d'ergols. Cette disposition doit faciliter l'accès au sol de l'équipage,.
Les caractéristiques techniques de Blue Moon connues au moment de sa sélection en mai 2023 sont les suivantes :
- sa masse est de 45 tonnes dont 29 tonnes d'ergols. Il est haut de 16 mètres et son diamètre avec les appendices repliés (antennes, train d'atterrissage,...) lui permet de tenir dans la coiffe du lanceur New Glenn de 7 mètres de diamètre ;
- le vaisseau est monobloc. C'est l'ensemble du vaisseau qui décolle de la surface de la Lune et non un sous-ensemble comme pour le module lunaire du programme Apollo ;
- le vaisseau comprend de bas en haut trois sous-ensembles de diamètre à peu près identique :
  - le module d'habitation avec sans doute une partie centrale occupée par la partie haute du moteur-fusée BE-7 utilisé à l'atterrissage comme au décollage. Ce module comporte une écoutille pour les sorties extra-véhiculaires et une écoutille utilisée par l'équipage pour pénétrer dans la station spatiale lunaire. Une échelle située à l'extérieur est utilisée pour descendre sur le sol lunaire,
  - le réservoir d'oxygène d'une hauteur relativement faible sur lequel sont fixés des panneaux solaires ;
  - le réservoir d'hydrogène beaucoup plus haut (faible densité de cet ergol), qui est recouvert de radiateurs pour évacuer la chaleur. Des cryoréfrigérateurs alimentés en énergie par les panneaux solaires sont chargés de maintenir l'hydrogène à une température de 20 kelvins ;
- le vaisseau permet d'emporter entre deux (missions courtes) à quatre astronautes (missions d'un mois avec séjour à bord d'un module d'habitation) durant sept jours ;
- l'énergie est fournie par une pile à combustible consommant l'hydrogène et l'oxygène liquide utilisé par le moteur de la sonde spatiale. Cette source d'énergie, contrairement aux panneaux solaires, permet à Blue Moon de continuer à fonctionner durant la nuit lunaire d'une durée de 15 jours et fournit 2,5 kilowatts ;
- il est prévu de développer une version cargo capable de déposer 20 tonnes (version réutilisable) à 30 tonnes (version non réutilisable) de fret au sol.

### Versions antérieures

#### Version initiale (2019)
L'atterrisseur Blue Moon d'une masse de 15 tonnes est propulsé par un nouveau moteur BE-7 de 4,5 tonnes de poussée brûlant un mélange d'hydrogène et d'oxygène liquide. Cet engin est capable de réduire de manière très importante sa poussée, répondant ainsi aux exigences de la phase de descente propulsée vers le sol lunaire (la masse de l'engin à freiner est divisée par quatre entre le début de la descente et l'arrivée au sol). Blue Moon aura à l'atterrissage une masse de 3,6 tonnes sur le sol lunaire (charge utile + atterrisseur proprement dit). Une variante de l'atterrisseur caractérisée par des réservoirs plus importants pourra déposer 6,5 tonnes. Les équipements et instruments transportés sont situés principalement sur le pont supérieur et déposés sur le sol lunaire par un dispositif de levage analogue aux bossoirs que l'on trouve sur les navires. Une partie de la charge utile sera placée dans des baies latérales. Le train d'atterrissage de Blue Moon comporte quatre pieds. Lorsque ceux-ci sont en position repliée, la taille de Blue Moon est compatible avec le diamètre de la coiffe du lanceur New Glenn (7 mètres) retenu pour placer en orbite l'engin spatial. Le New Glenn, dans sa version bi-étages peut placer 13 tonnes en orbite géostationnaire. Cette fusée, également développée par Blue Origin devrait effectuer son premier vol en 2021.
L'énergie est fournie par une pile à combustible consommant l'hydrogène et l'oxygène liquide utilisé par le moteur de la sonde spatiale. Cette source d'énergie, contrairement aux panneaux solaires, permet à Blue Moon de continuer à fonctionner durant la nuit lunaire d'une durée de 15 jours et fournit 2,5 kilowatts. L'atterrissage est effectué de manière autonome en utilisant un logiciel de reconnaissance de terrain qui analysera la topographie reconstituée à partir des données fournies par des altimètres laser et la comparera avec la carte disponible en mémoire. Ce système devrait permettre d'atterrir sur un site pré-sélectionné avec une précision de 25 mètres. Au sol, l'atterrisseur peut fonctionner avec une inclinaison qui peut aller jusqu'à 15°. Les communications avec la Terre utiliseront un système optique (laser) qui permet un débit élevé.

#### Version proposée pour le premier appel d'offres de la NASA
Blue Origin s'est associé avec Lockheed Martin, Northrop Grumman et Draper au sein de la National Team afin de proposer à la NASA un atterrisseur lunaire habité basé sur Blue Moon. Cependant ce nouvel atterrisseur semble bien plus massif que Blue Moon : il est composé d'un module de transfert fourni par Lockheed Martin, du module de descente Blue Moon de Blue Origin et d'un module de remontée de Northrop Grumman. En 2020, la NASA a sélectionné Blue Origin et ses partenaires pour construire ce qui sera peut-être l'atterrisseur qui ramènera l'homme sur la Lune.

## Déroulement d'une mission
Trois types de mission sont prévues par la NASA :
- les missions courtes de 8 jours qui doivent se poser près du pôle sud de la Lune (mission référencée DRM-H-001 par la NASA) ;
- les missions d'un mois qui doivent également se poser près du pôle sur de la Lune mais durant lesquelles l'équipage séjourne dans un module d'habitation déjà installé (DRM-H-001) ;
- les missions courtes de 8 jours qui doivent se poser à une latitude moyenne (DRH-M-001B).

### Mission polaire courte
Les premières missions atterriront près du pôle Sud de la Lune. Deux astronautes installés à bord du vaisseau lunaire séjourneront durant environ six jours.
Comme son concurrent Starship HLS, la mise en œuvre de Blue Moon nécessite plusieurs lancements et ravitaillements en ergols. Le déroulement de ce type de mission comprend les étapes suivantes :
- le vaisseau lunaire est placé sur une orbite terrestre basse par la fusée lourde New Glenn dont la capacité sur cette orbite est de 45 tonnes ;
- il utilise sa propulsion pour se placer sur la même orbite lunaire que la station spatiale Deep Space Gateway ;
- pour pouvoir descendre sur le sol lunaire puis remonter en orbite à la fin de la mission, il doit refaire le plein de ses réservoirs. À cet effet, il est rejoint par un vaisseau ravitailleur qui nécessite lui-même un certain nombre de tirs du même lanceur lourd, car même en bénéficiant d'une propulsion cryogénique très performante, la masse de ce vaisseau dépassera les 100 tonnes en orbite basse pour parvenir à apporter les 29 tonnes nécessaires à Blue Moon ;
- une opération de rendez-vous sans intervention humaine directe est réalisée entre le ravitailleur et le vaisseau lunaire. Les deux engins spatiaux s'amarrent entre eux et l'opération de ravitaillement, particulièrement délicate compte tenu de la nature des ergols, est réalisée ;
- une fois le plein fait, le vaisseau lunaire s'amarre à la station spatiale Deep Space Gateway. Un processus de vérification des systèmes de Blue Moon est lancé pour s'assurer que ceux-ci sont opérationnels ;
- lorsque ces vérifications ont été effectuées, l'équipage de la mission est lancé à bord d'un vaisseau Orion par le lanceur lourd SLS. Le vaisseau Orion vient s'amarrer à la station spatiale lunaire et l'équipage débarque dans celle-ci. Avec le vaisseau lunaire, le lanceur lourd SLS peut également avoir lancé un nouveau composant (module) ou des équipements destinés à la station spatiale. La mise en place de ces composants et/ou ces équipements peut immobiliser l'équipage dans la station spatiale jusqu'à une dizaine de jours (1,5 orbites) ;
- deux des quatre astronautes embarquent à bord de Blue Moon ainsi que les différents équipements requis par la mission dont les combinaisons spatiales utilisées lors des sorties extravéhiculaires ;
- le vaisseau lunaire descend à la surface de la Lune. Il est prévu que ce type de mission dure environ six jours. Avec les phases de descente et de remontée du sol lunaire, le vaisseau doit fonctionner en autonomie durant huit jours ;
- Durant le séjour à la surface de la Lune, l'équipage effectue jusqu'à quatre sorties extravéhiculaires (le nombre de sorties dépendra des objectifs de la mission) d'une durée maximale de 8 heures. Une sortie supplémentaire peut être effectuée pour répondre à un besoin non planifié ;
- à l'issue de la mission, le vaisseau lunaire décolle du sol lunaire et vient s'amarrer à la station spatiale. L'équipage et les échantillons lunaires sont transférés dans le vaisseau Orion qui reprend le chemin de la Terre. Si le vaisseau lunaire doit être réutilisé lors d'une mission suivante, il reste amarré à la station spatiale sinon il est largué après le départ du vaisseau Orion et son orbite est abaissé pour qu'il aille s'écraser sur le sol lunaire en respectant les règles de protection planétaire.

### Mission longue avec séjour à bord d'un module d'habitation
Des missions plus longues (séjour sur la Lune de 33 jours) se déroulent également dans la région du pôle sud et comprenant l'utilisation d'un module d'habitation sont prévues dans un deuxième temps. Le déroulement de ce type de mission diffère de la manière suivante du type de mission précédent :
- un module d'habitation et éventuellement d'autres équipements sont pré-positionnés à la surface de la Lune. Leur fonctionnement est vérifié à distance préalablement à tout nouveau lancement ;
- l'équipage qui descend à la surface de la Lune comprend jusqu'à quatre astronautes ;
- le vaisseau lunaire se pose à faible distance des modules et équipements pré-positionnés pour la mission ;
- l'équipage ne séjourne que brièvement à bord du vaisseau lunaire immédiatement après l'atterrissage et avant le décollage. Il est prévu qu'il y séjourne en tout au maximum 5 jours en tout lorsque le vaisseau est à la surface de la Lune ;
- l'équipage quitte le vaisseau lunaire avec tous les équipements nécessaires transportés dans le vaisseau lunaire et vient s'installer dans le module d'habitation pour y vivre et y travailler ;
- durant le séjour de l'équipage à bord du module d'habitation, le module lunaire reste prêt à décoller pour faire face à une urgence mais son fonctionnement peut être optimisé de manière à réduire l'utilisation des consommables.